# Alois Hölzl
Alois Hölzl (* 19. Mai 1845 in Obsmarkt, Gemeinde Saalfelden; † 17. Dezember 1911 in Saalfelden) war Großgrundbesitzer und Abgeordneter zum Österreichischen Abgeordnetenhaus.

## Leben
Alois Hölzl war Sohn des Landwirts Sebastian Hölzl († 1884). Er besuchte eine Volksschule in Saalfelden und war von 1875 bis 1911 Besitzer des Mooshamguts und von 1891 bis 1906 des Klinglerguts in Saalfelden. Er war ein bekannter Pferdezüchter und „Beinrichter“ (eine volksheilkundliche Hilfe bei Knochenbrüchen). Am 17. Dezember 1911 starb er im Alter von 66 Jahren an einem Schlagfluss.
Alois Hölzl war von 1890 bis 1902 Mitglied im Salzburger Landtag (7. und 8. Wahlperiode). Von 1882 bis 1885 und von 1888 bis 1897 war er auch im Gemeindeausschuss der Landgemeinde Saalfelden.
Er war römisch-katholisch und ab 1875 verheiratet mit Marie Klingler, mit der er fünf Töchter und sieben Söhne hatte, wobei eine Tochter und zwei Söhne jung gestorben sind. Ein weiterer Sohn starb im Jahr 1905, zwei weitere Söhne sind im Weltkrieg gefallen. Er war der Vater von Alois Hölzl (1875–1947), der von 1909 bis 1919 Mitglied des Salzburger Landtags war.

## Politische Funktionen
Alois Hölzl war vom 27. März 1897 bis zum 7. September 1900 Abgeordneter des Abgeordnetenhauses im Reichsrat (IX. Legislaturperiode) und war dort für die Kurie Großgrundbesitz zuständig.

## Klubmitgliedschaften
Alois Hölzl war Mitglied im Klub der Katholischen Volkspartei.